# 张郁岚
張郁嵐（1901年—1990年7月）是中国化学家，重庆、南京、台北3地地方教会的长老，李常受的主要同工之一。

## 生平
张郁岚籍贯江苏灌云，是1920年代中国留学德国的化学博士，回国后曾任黄埔军校第八期的瓦斯教官（时年30岁），住在南京鼓楼大方庵理化研究所。1932年8月2日，中国化学会在南京中山门外灵谷寺成立，张郁岚是创始会员之一。同年11月，中国政府为面对即将来临的中日战争，成立了国防设计委员会，吸收40多位杰出的留学归国学者、科学家进入政府部门，完成国防战略资源开发、国营工业和重工业基础创建、军事生产计划实施等方面的课题。著名成员有翁文灏、曾昭抡、李四光、竺可桢、吴有训、赵承嘏、洪中、范旭东、杨公庶、吴葆元、丁天雄、侯德榜等，张郁岚作为烟幕剂专家，也是其中的一位。他任兵工署处长，筹备面具厂。

张郁岚在年轻时代一直排斥基督教思想。1937年中日战争爆发，他随政府从南京到重庆。1940年，在重庆地方教会的聚会处听道。1941年1月24日，接受基督信仰，成为一名虔诚的基督徒，重庆教会的长老。
1945年，倪柝声在重庆居留一年，张郁岚从他得到不少成全。同年1月15日他被任命為軍政部兵工署技術司代理司長，隔年真除。

1946年，张郁岚随政府回到南京，是南京教会的长老之一。这时他开始与李常受同工。
1949年初，张郁岚又随政府迁到台湾，被倪柝声设立为台北市召會的５位长老之一。1961到1984年，李常受离开台湾到美国开展，张郁岚和张晤晨2人成为台湾众教会的主要负责同工。

1990年7月去世。

## 著作
张郁岚的以下3本著作曾经吸引了许多知识分子接受了基督信仰：
- （繁體中文）《到底有沒有神？》
- （繁體中文）《聖經是神默示的嗎？》
- （繁體中文）《耶穌是神的兒子嗎？》 （页面存档备份，存于）
- （简体中文）《到底有没有神？》 （页面存档备份，存于）
- （简体中文）《圣经是神默示的吗？》 （页面存档备份，存于）
- （简体中文）《耶稣是神的儿子吗？》 （页面存档备份，存于）